# 1112
| Calendário gregoriano                                                        | 1112 MCXII                                           |
| Ab urbe condita                                                              | 1865                                                 |
| Calendário arménio                                                           | 561 – 562                                            |
| Calendário bahá'í                                                            | -732 – -731                                          |
| Calendário budista                                                           | 1656                                                 |
| Calendário chinês                                                            | 3808 – 3809 Início a 31 de janeiro (aproximadamente) |
| Calendário copta                                                             | 828 – 829                                            |
| Calendário etíope                                                            | 1104 – 1105                                          |
| Calendários hindus - Vikram Samvat - Calendário nacional indiano - Cáli Iuga | 1167 – 1168 1033 – 1034 4212 – 4213                  |
| Calendário Holoceno                                                          | 11112                                                |
| Calendário islâmico                                                          | 505 – 506                                            |
| Calendário judaico                                                           | 4872 – 4873                                          |
| Calendário persa                                                             | 490 – 491                                            |
| Calendário rúnico                                                            | 1362                                                 |
| Calendário solar tailandês                                                   | 1655                                                 |

1112 (MCXII, na numeração romana) foi um ano bissexto do século XII do Calendário Juliano, da Era de Cristo, e as suas letras dominicais foram  G e F (52 semanas), teve início a uma segunda-feira e terminou a uma terça-feira.
No território que viria a ser o reino de Portugal estava em vigor a Era de César que já contava 1150 anos.
| Ano completo                            |
| --------------------------------------- |
| Ano bissexto com início à segunda-feira |

## Eventos
- Afonso Henriques herda do pai o Condado Portucalense, mas é a mãe, Teresa de Leão, quem governa como regente.
- O Conde D. Henrique atribui os forais de Sátão, Soure, Tavares e Azurara da Beira, com o objectivo de reforçar os privilégios das comunidades locais e para as encorajar a participação na defesa do território cristão, então gravemente ameaçado pelos Almorávidas.

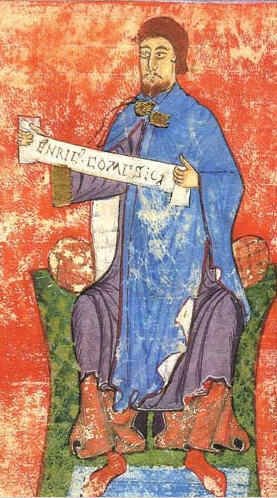
Enric comes / Henrique conde - Henrique de Borgonha, conde de Portucale (1066-1112). Iluminura do século XIII.

## Mortes
- 24 de Abril - Henrique de Borgonha, conde de Portucale (n. 1066), senhor do Condado de Portucale, na cidade de Astorga, tendo determinado que o seu corpo fosse sepultado em Braga. Com a sua morte D. Teresa assume o governo do Condado Portucalense.
- 05 de outubro - Sigeberto de Gembloux, foi humanista, teólogo, litúrgico, hagiógrafo, cronista medieval e publicista belga (n. 1030).
- 12 de Dezembro - Tancredo da Galileia, príncipe cruzado.